# APIC
APIC(Advanced Programmable Interrupt Controller)는 더 많은 출력, 더 복잡한 우선 순위 계획, 고급 IRQ 관리를 포함하는 더 섬세한 프로그래머블 인터럽트 컨트롤러(PIC)이다.
가장 잘 알려진 APIC 아키텍처의 하나인 인텔 APIC 아키텍처는 드디어 더 새로운 x86 개인용 컴퓨터 8259A PIC를 대체하고 있다.

## 기타 정보
인텔 APIC에 대한 더 자세한 정보는 인텔사 웹사이트에서 무료로 제공되는 IA-32 Intel Architecture Software Developer’s Manual, Volume 3A: System Programming Guide, Part 1 보관됨 2009-02-20 - 웨이백 머신에서 찾을 수 있다.
유닉스를 시동할 때, APIC, 로컬 APIC의 'noapic', 'nolapic' 커널 시동 변수를 사용함으로써 APIC는 비활성화된다.

## 같이 보기
- 인텔 8259
- 프로그래머블 인터럽트 컨트롤러(PIC)
- 인터럽트